# Instituto Carlos Slim de la Salud
El Instituto Carlos Slim de la Salud fundado en 2007 por  Carlos Slim Helú es una organización sin fines de lucro la cual busca ayudar a resolver los principales problemas de salud de la población más vulnerable en México y América Latina.

## Objetivos
Su presidente Marco Antonio Slim Domit, ha establecido alianzas con organismos públicos y privados, nacionales y extranjeros, así como con organizaciones de la sociedad civil, con lo cual se han ido cumpliendo de manera conjunta objetivos como:
- Impulsar la investigación en salud.
- Desarrollar estrategias focalizadas de prevención y procedimientos que salvan vidas como las vacunas y los trasplantes de órganos.[2]
- Disminuir la mortalidad materna e infantil mediante la formación de redes de atención, que van desde comunidades remotas hasta hospitales de alta especialidad.[3]
- Revolucionar la atención a la salud en las unidades de primer contacto, para prevenir y controlar las enfermedades crónicas no transmisibles (cáncer y diabetes), mediante un diagnóstico y tratamiento oportuno.[4][5]
- Ayudar a que México alcance autosuficiencia en materia de medicina genómica, acelerando los procesos de formación de expertos y de investigación de enfermedades de alto impacto.[6]
- Fortalecer el capital humano en el campo de la salud, por medio de becas a estudiantes y capacitación a personal de la salud, además de reconocimiento a profesionales e instituciones destacados.[7]
- Profesionalizar la atención para el combate a las adicciones mediante una reingeniería de los centros de rehabilitación.[8]

## Programas
- Prevención
  - Prevención Educativa

- Innovación
  - Genómica
  - Vacunología
  - Herramientas Tecnológicas

- Calidad de Vida
  - Renal y Trasplantes
  - Cuidados Paliativos
  - Casalud
  - Adicciones
  - Salud Materna

- Desarrollo
  - Salud Mesoamérica
  - Becas